# أروناجل برديش
أَرُونَاجَل بَرَدِيش (بالهندستانية: أروناچل پرديش) ولاية هنديَّة تَقع في شمال شرق الهند، كَانَت تُعرف سابقًا بِاِسم «مِنطَقَة وكالة الحدود الشماليَّة الشرقيَّة»، وتُعرف أيضًا بِاِسم ولاية الهند الأوركيدية أو جنة النباتيين. أصبَحَت ولاية في 20 فبراير 1987، يحدها من الجنوب ولايتي آسام ناغستان، وتشترك في الحدود الدوليَّة مَع بوتان في الغرب، وَمَع ميانمار في الشَّرق، وَفِي الشمال مَع الحدود المتنازع عَلَيهَا مَع الصين عِند خط مكماهون، عاصمتها هي ايتاناجار، وتُعد أروناجل برديش أكبر الوَلاَيات السبع الشقيقة في شمال شرق الهند من حيثُ المِسَاحَة، تشترك أروناجل برديش بحدود يبلغ طولها 1,129 كم منطقة التبت ذاتية الحكم الصينيَّة.
بلغَ عدد سكان أروناجل برديش 1,382,611 نسمة بحسب تعداد 2011، وتبلغ مساحتها 83,743 كيلومتر مربع (32,333 ميل2)، وهي ولاية متنوعة إثنيًا، ويغلُب عَلَيهَا سكان «مونبا» في الغرب، وشعب «تاني» في الوسط، وشعب «تاي» في الشَّرق، وشعب ناغا في الجنوب، ويعيش فِيهَا حوالي 45 قبيلة وقبيلة فرعية، من أبرزها (أدي، ونيشي، وجالو، وتاجين، وأباتاني)، وتضُم قبيلة ميشمي ثلاث قبائل فرعيَّة وهي إيدو ميشمي وديغارو ميشمي وميجو ميشمي.
تطالب جُمهُورِيَّة الصين الشعبية بجزء كَبِير من الولاية وتعتبرها «مِنطَقَة جَنُوب التبت»، وَخِلَال الحرب الصينيَّة الهنديَّة عام 1962، عبرت القوات الصينيَّة مؤقتًا خط مكماهون، وَهُو الخط الحدودي بَين الولاية والصين، وسيطر جيش التحرير الشعبي الصيني على معظمها لفترة وجيزة.

## التسمية
أطلق على سكان شرق أروناجل برديش وسكان بعض أجزاء من التبت اسم شعب لوبها وأطلق على الأرض اسم لويو، وسميت منطقة غرب أروناجل برديش باسم مونيول.
تطالب جمهورية الصين الشعبية وجمهورية الصين بالولاية باسم جنوب التبت (بالصينية: 藏南).
يعني اسم أروناجل برديش أرض جبال الفجر المضيئة باللغة السنسكريتية.

## التاريخ

### فترة العصور القديمة والوسطى
أصبَحَت الأجزاء الشماليَّة الغَربيَّة من هَذِه اَلمِنطَقَة تحت سيطرة «مملكة مونبا مونيول»، والَّتِي أزدهرت بَين 500 قَبل الميلاد و600 للميلاد، واحتفظت مونبا وشيردوكبين بسجلات تاريخيَّة لوجود المشيخات المحَلِية في الشمال الغربيّ أيضًا، وكانت الأجزاء المُتبقية من الولاية مِثل التلال والسهول، تحت سيطرة مُلُوك سوتيا في ولاية آسام.
تُشير الحفريّات الأخيرة لأطلال المعابد الهندوسيَّة، مِثل «مالينيثان» الَّتِي تعود إلى القرن الرابع عشر عِند سفح «تلال سيانغ» في غرب سيانغ، حيثُ أشارت إلى أنَّها بنيت في عهد مملكة كوتيا، وبُني مَوقِع «بسماكنجا» في القرن الثامن، ويُقَدَم الموقع التراثي الثالث الواقع في أقصى شَمَال غَرب الولاية «دير تاوانج» بَعض الأدلة التاريخيَّة على القبائل البُوذيَّة.
تَشمَل المواقع الأثرية الرَئِيسيّة بالولاية مَا يلي:
| الموقع                         | يعود تاريخها إلى                | بناها                   |
| ------------------------------ | ------------------------------- | ----------------------- |
| قلعة بسماكنجار، روينج          | القرنان الثامن والخامس عشر.     | مُلُوك تشوتيا             |
| بولونج فورت، بولونج            | القرن الثالث عشر                | مُلُوك تشوتيا             |
| ديماشونج بيتالي، غَرب كامينج    | القرن الثالث عشر                | مُلُوك تشوتيا             |
| قلعة جومسي، شَرق سيانغ          | القرن الثالث عشر.               | مُلُوك تشوتيا             |
| قلعة روكميني، روينج            | القرنين الرابع عشر والخامس عشر. | مُلُوك تشوتيا             |
| حصن تيزو، روينج                | القرنين الرابع عشر والخامس عشر. | مُلُوك تشوتيا             |
| أطلال ناكشا باربات، شَرق كامينغ | القرنين الرابع عشر والخامس عشر. | مُلُوك تشوتيا             |
| إيتا فورت، إيتاناغار           | القرنين الرابع عشر والخامس عشر. | مُلُوك تشوتيا             |
| قلعة بوروي، بابوم باري         | القرن الثالث عشر.               | مُلُوك تشوتيا             |
| مالينيثان معبد، ليكابالي       | القرنين الثالث عشر والرابع عشر. | مُلُوك تشوتيا             |
| إيتا بخوري، إثيلي              | القرنين الثالث عشر والرابع عشر. | مُلُوك تشوتيا             |
| بادوم بوكوري، إثيلي            | القرنين الثالث عشر والرابع عشر. | مُلُوك تشوتيا             |
| خزان طوب كامبونا، إيديلي       | القرنين الثالث عشر والرابع عشر. | مُلُوك تشوتيا             |
| خزان الطوب كانيج، إدلي         | القرنين الثالث عشر والرابع عشر. | مُلُوك تشوتيا             |
| قناة بولونج من الطوب، بولونج   | القرنين الثالث عشر والرابع عشر. | مُلُوك تشوتيا             |
| ديرانج دزونج، غَرب كامينج       | القرن السابع عشر                | مونبا                   |
| دير تاوانج، تاوانج             | القرن السابع عشر (1680–1681)    | ميراك لاما لودري جياتسو |

### الهند البريطانيَّة

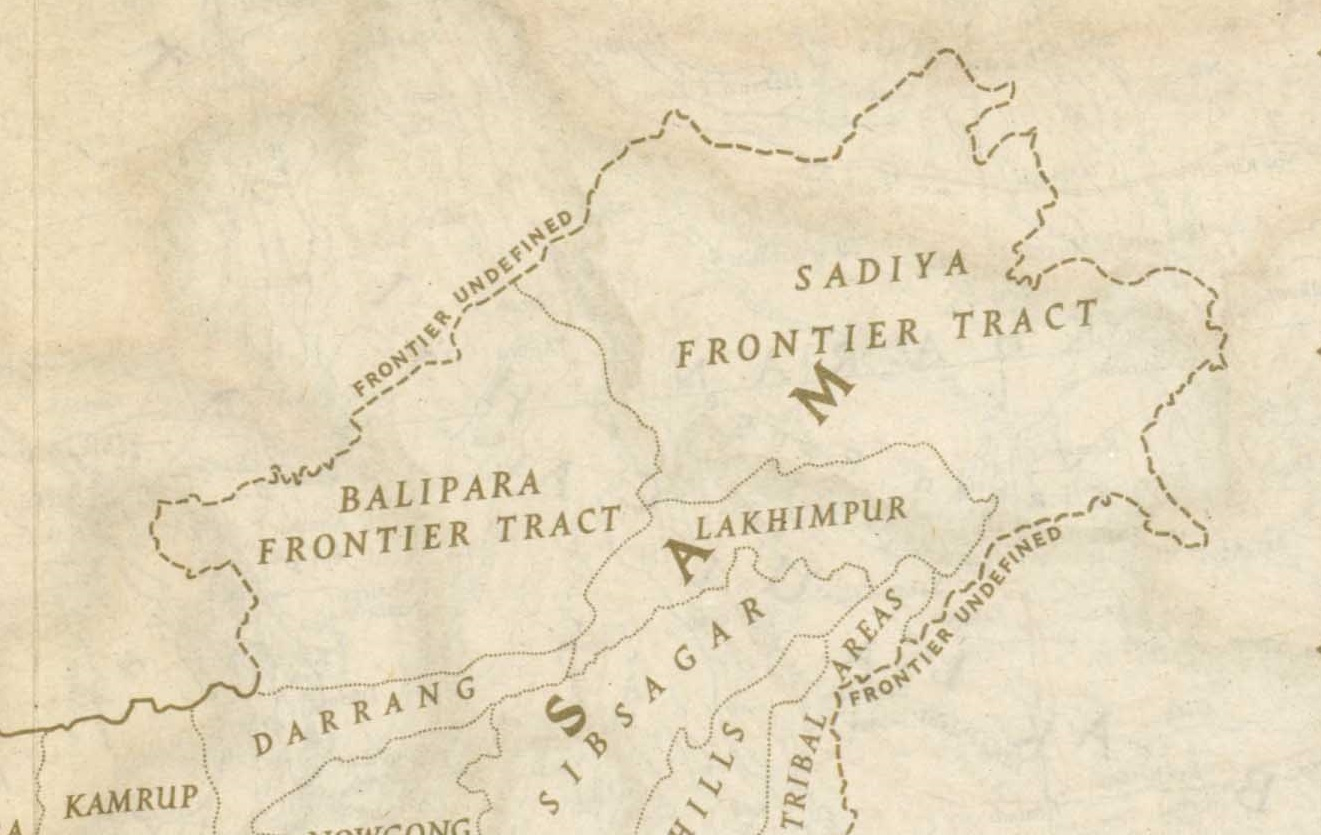
منطقة الحدود الشمالية الشرقية عام 1946

عقدت الحُكومة الهنديَّة البريطانيَّة اتفاقيَّات مَع السكان الأصلِيِين في جبال الهيمالايا في شَمَال شَرق الهند في 1912-1913 لتأسيس اَلمِنطَقَة الحُدوديَّة الشماليَّة الشرقيَّة، وقُسمت إلى ثلاثة أقسام أصبَحَت في النهاية تُسمى «مِنطَقَة باليبارا الحُدوديَّة» و«مِنطَقَة لاكيمبور الحُدوديَّة» و«مِنطَقَة السعدية الحُدوديَّة».

#### خط مكماهون

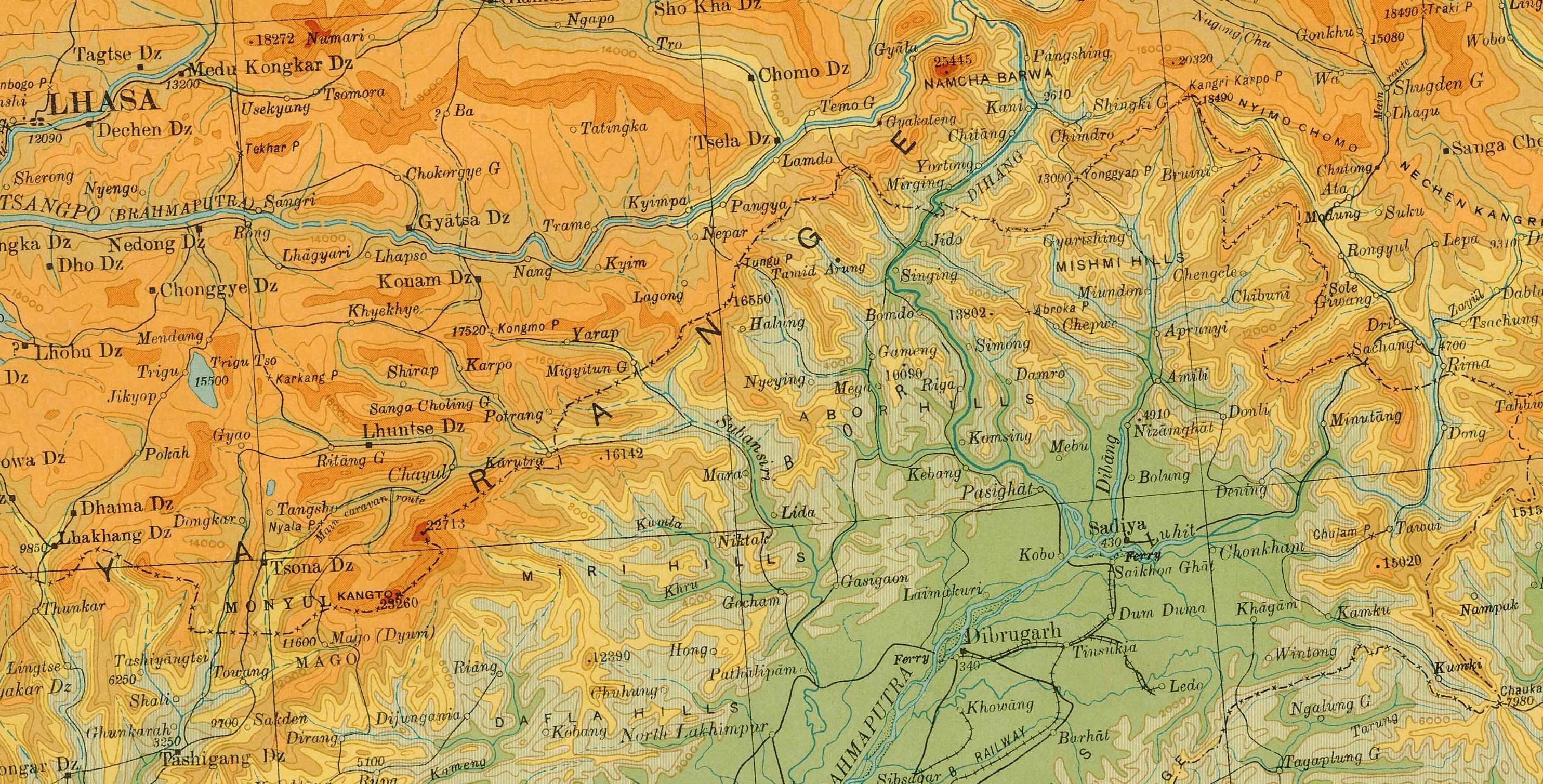
خريطة للتبت في عام 1936 من هيئة المساحة الهندية، يظهر فيها خط مكماهون

في 1913-1914 التقى ممثلو دَولَة التبت «وبريطانيا المُستقلَّة بِحُكم الواقع» في الهند لتحديد حدود «التبت الخارجيَّة» (فيمَا يَتَعَلَّق بالصين)، حيثُ رسم المسؤول البريطانيّ السير هنري مكماهون «خط مكماهون» بطول 550 ميل (890 كـم) كحدود بَين الهند البريطانيَّة والتبت، وَوَضع تاوانج ومناطق أُخرى داخل الهند البريطانيَّة، واتفق الممثلون التبتيون والبريطانيُّون على «اتفاقية شيملا» المُتضمنة لخط مكماهون،  لكنّ الممثلَين الصينيّين لَم يوافقوا عَلَيهَا. وتنفي «اتفاقية سيملا» المطالب الأُخرى للصين، وررفضت المُوافقة عَلَيهَا.
كَان الموقف الصيني يرى أن التبت ليست مستقلة عَن الصين، وَلَا يمكنها توقيع معاهدات فإنَّ الاتفاقيَّة باطلة، مِثل الاتفاقيات الأنجلو-صينيَّة (1906) والأنجلو-روسيَّة (1907). وتُظهر السجلات البريطانيَّة أن شرط الحُكومة التبتية لقبول الحدود الجَدِيدَة كَان أن تقبل الصين اتفاقية سيملا، ونظرًا لعدم حُصُول بريطانيًا على موافقة الصين، إعتبر التبتيون أن خط ماكماهون غير صالح.
لَم يكن للصين سلطة في التبت، وَلَم يكن للخط أي مخاطر، وَفِي عام 1935 «اكتشف» نائب وزير الخارجيَّة «أولاف كارو» أن خط مكماهون لَم يُرسم على الخرائط الرسميَّة، وحينها نشرت هيئة المِسَاحَة الهنديَّة خريطة توضح أن «خط مكماهون» هُو الحدود الرسميَّة مُنذ عام 1937. وَفِي عام 1938 بَعد عقدين من «اتفاقية سيملا» نَشر البريطانيُّون الاتفاقيَّة كاتفاق ثُنائي، ونشرت هيئة المِسَاحَة الهنديَّة خريطة مفصلة توضح خط مكماهون كحدود للهند، وَفِي عام 1944 أنشأت بريطانيًا إدارات في اَلمِنطَقَة، من «ديرانج دزونج» في الغرب إلى «وولونج» في الشَّرق.

### الحرب الصينية الهندية
نالت الهند استقلالها في 1947، وتأسست جُمهُورِيَّة الصين الشعبية في 1949، وَلَا تعترف الحُكومة الصينيَّة الجَدِيدَة تُعتبر بخط مكماهون،  وَفِي نوفمبر 1950 كَانَت جُمهُورِيَّة الصين الشعبية على وشك الاستيلاء على التبت بالقوَّة، ودعمت الهند التبت.
تأسّست مِنطَقَة «وكالة الحدود الشماليَّة الشرقيَّة» (الآن بأروناجل برديش) في عام 1954، وحينها كَانَت العلاقات الصينيَّة الهنديَّة ودية حتَّى عام 1960، وبعودة الخِلافات الحُدوديَّة أشتعلت الحرب الصينيَّة الهنديَّة في 1962، وخلالها استولت الصين على مُعظم أروناجل برديش، وسُرعان مَا أَعلَنَت الصين النصر، وانسحبت إلى خط مكماهون وأعادت أسرى الحرب الهنود في عام 1963.
أدَّت الحرب إلى إنهاء تجارة المقايضة مَع التبت، على الرغم من إظهار الحُكومة الهنديَّة في 2007 علامات الرغبة في استئناف تجارة المقايضة.

### مَا بَعد الحرب
أعاد مدير المباحث والمفوض الرَئِيسيّ لأروناجل برديش في 20 يناير 1972 «سري بيباباسو داس شاستري» تسمية «وكالة الحدود الشماليَّة الشرقيَّة» بِاِسم «أروناجل برديش» وأصبحت مِنطَقَة اتحادية، وَفِي 20 فبراير 1987 أصبَحَت أروناجل برديش ولاية.

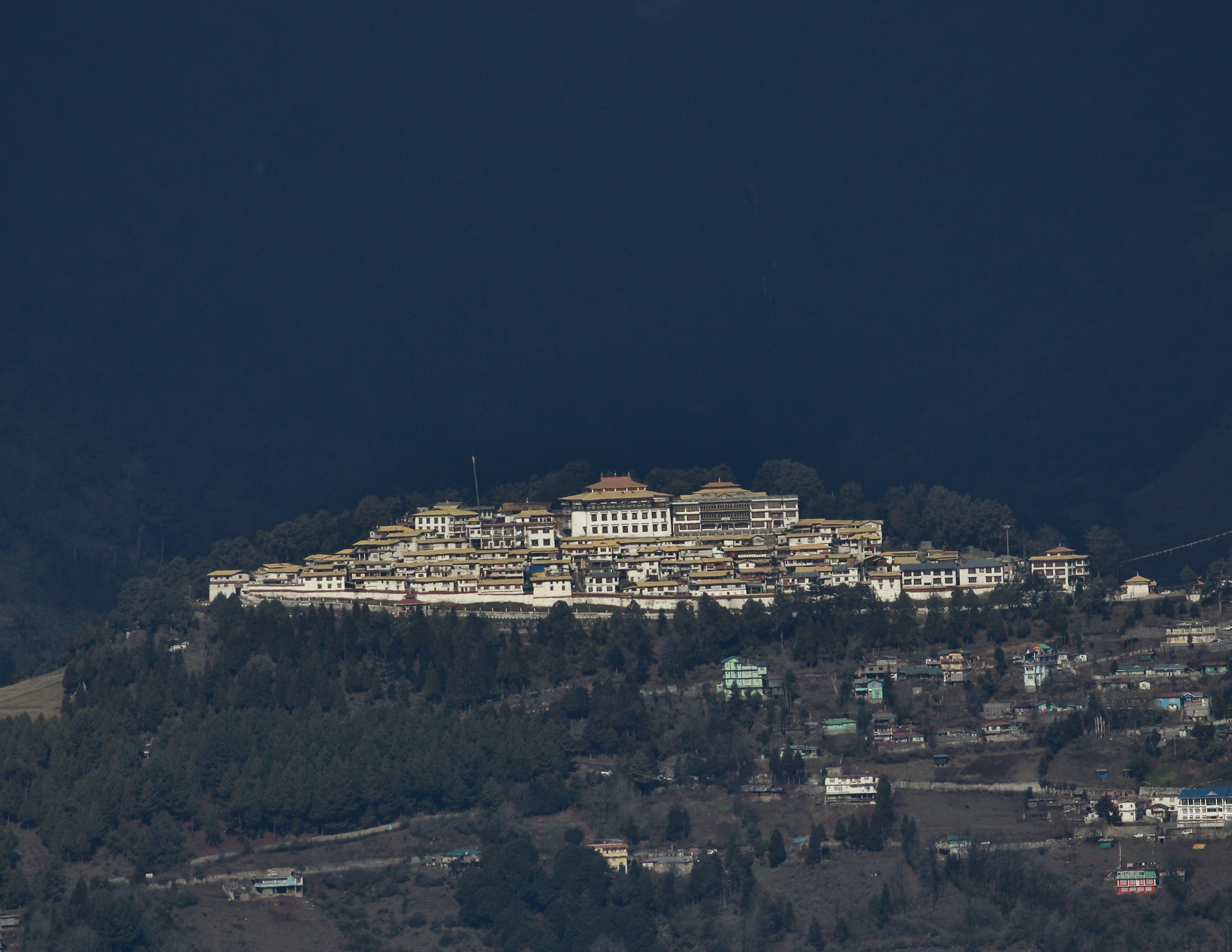
دير تاوانج في أروناجل برديش، أكبر دير في الهند وثاني أكبر دير في العالم بعد قصر بوتالا في لاسا بالتبت، وهو أحد أديرة البُوذيَّة التبتية القليلة التي لم تُصاب بأي ضرر خلال ثورة ماو الثقافية.

في 2003 قال الدالاي لاما إن «أروناتشال» كَانَت جُزء من التبت، وَفِي يناير 2007 قال إن بريطانيًا والتبت اعترفتا بخط مكماهون في 1914، وأضاف في 2008 بإن «أرونشال برديش كَانَت جُزءًا من الهند بموجب الاتفاقيَّة الَّتِي وقعها ممثلو التبت والبريطانييّن». وأضاف «أَثناء الحرب الهنديَّة الصينيَّة في 1962 احتل جيش التحرير الشعبي الصيني كلّ مَنَاطِق أروناجل برديش، لكنهم أعلنوا وقف إِطلاق النار من جَانِب وَاحِد وانسحبوا، ووافقوا على الحدود الدوليَّة الحاليَّة».
تُؤَكِد الصين من حِين لآخر مطالباتها بتاوانج، ودحضت الهند هَذِه الادِعاءات وأبلغت الحُكومة الصينيَّة أن تاوانج جُزء لَا يَتَجَزَّأ من الهند، وكررت ذَلِك عَندَمَا التقى رَئِيس وزراء الهند برئيس وزراء الصين في تايلاند في أكتوبر 2009، ونفى وزير الدَّولَة الهندي للشؤون الداخليَّة «كيرين رييجو» تَقرير عَن غزو الجيش الصيني لأروناجل برديش في عام 2016. وَفِي أبريل 2017 عارضت الصين بشدَّة زيارة الدالاي لاما إلى تاوانج، بَعد زيارة قام بِهَا «سفير الوَلاَيات المتَّحدة في الهند»،  وعارضت الصين زيارات الدالاي لاما السَّابِقَة للمنطقة.

### التمردات
واجهت أروناجل برديش تمردات من عدَّة جماعات لَا سِيمَا المَجلِس الاشتراكي الوطنيّ لناغستان، الذين يملكون مُعسكرات في مَنَاطِق تشانجلانج وتيراب،  حيثُ تسعى هَذِه الجَمَاعَات إلى تقليص نفوذ الحُكومة الهنديَّة في اَلمِنطَقَة ودمج جُزء مِنهَا في ناغستان.
يتواجد الجيش الهندي على طُول الحدود التبتية لإحباط أي توغل صيني، وَكَان قد أصدر في 1958 قرار يُدعى «المناطق المحمية» حيثُ يطلب الحصول على تصريح لدخول أروناجل برديش من بوابات التفتيش على الحدود مَع ولاية آسام. 

## السياسة
عانت أروناجل برديش من أزمة سياسيَّة بَين أبريل 2016 وديسمبر 2016، بعد أن حَل رَئِيس المُؤتَمَر الوطنيّ الهندي «نابام توكي» محل «ياربوم جاملين» كرئيس لوزراء أروناجل برديش في 1 نوفمبر 2011، واستمر حتَّى يناير 2016. وَبَعد أزمة سياسيَّة في عام 2016 أنهى فَترَة عمله كرئيس للوزراء، وَفِي فبراير 2016 أصبَح «كاليخو بول» رئيسًا للوزراء عَندَمَا أعتبرت المحكمة العليا 14 من أعضاء الجمعيَّة التشريعية غير مؤهلون، وَفِي 13 يوليو 2016 ألغت المحكمة العليا أمر حاكم أروناجل برديش «جي بي راجكوا» بتقديم جلسة الجمعيَّة من 14 يناير 2016 إلى 16 ديسمبر 2015، وأُعيد «نابام توكي» إلى مَنصِب رَئِيس وزراء أروناجل برديش في 13 يوليو 2016، والَّذِي استقال في 16 يوليو 2016، وخلفه «بيما كاندو» في مَنصِب رَئِيس الوُزراء، والَّذِي انضم لاحقًا إلى «حزب الشعب في أروناتشال» في سبتمبر 2016 مَع غالبية أعضاء الجمعيَّة التشريعية، ولاحقًا انضم «بيما كاندو» إلى «حزب بهاراتيا جاناتا» في ديسمبر 2016 مَع غالبية أعضاء الجمعيَّة التشريعية.
تؤكد الصين أن هذه المناطق تابعة لـالتبت الجنوبية وأنها جزء لا يتجزأ من الصين. طالبت الصين بتغيير أسماء 11 مكان لتسمى بأسماء صينية بدلا من الأسماء الحالية. رفضت الحكومة الهندية المطالبات الصينية بالولاية، وتزايدت أعداد قوى الدولتين العسكرية على الحدود.
اسُتفزت الهند في 28 أغسطس 2023، عندما أصدرت وزارة الموارد الطبيعية في جمهورية الصين الشعبية خريطتها القياسية الجديدة التي لجمهورية الصين الشعبية والتي ضمت إليها فيها أروناجل برديش. كما ضمت أراضي ومياه الأخرى المتنازع عليها دوليًا لجمهورية الصين الشعبية.

## الجُغرافيا

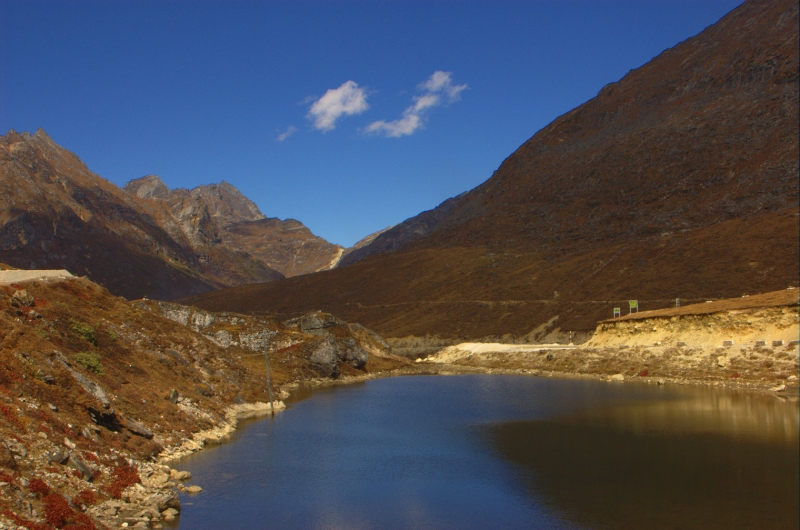
بحيرة في "سي لا" في منطقة تاوانج.

تَبلُغ مِسَاحَة أروناجل برديش 83,743 كيلومتر مربع (32,333 ميل2)، وتُعد «قِمَّة كانجتو» أعلى قِمَّة في الولاية بارتفاع 7,060 متر (23,160 قدم)، ومن أنهارها الرَئِيسيّة سوبانسيري، ونهر براهمابوترا، وديبانغ، ولوهيتونوا ديهينج، وتُساهم التدفقات تحت السطحية وذوبان الثلوج في الصيف في زِيادَة حجم المياه، وتُصنَّف جبالها حتَّى نهر سيانغ بجبال الهيمالايا الشرقيَّة.

### المناخ
يختلف مناخ أروناجل برديش باختلاف الارتفاع عَن سطح البَحر، حيثُ تتميز المناطق منخفضة الارتفاع بمناخ شبه استوائي رطب، بينما تتميز المناطق المُرتفعة (3500 إلى 5500م) بمناخ شبه استوائي ومناخ جبال الألب، وتتلقى 2,000 إلى 5,000 مليمتر (79 إلى 197 بوصة) من الأمطار سنويًا.

### التنوع البيولوجي

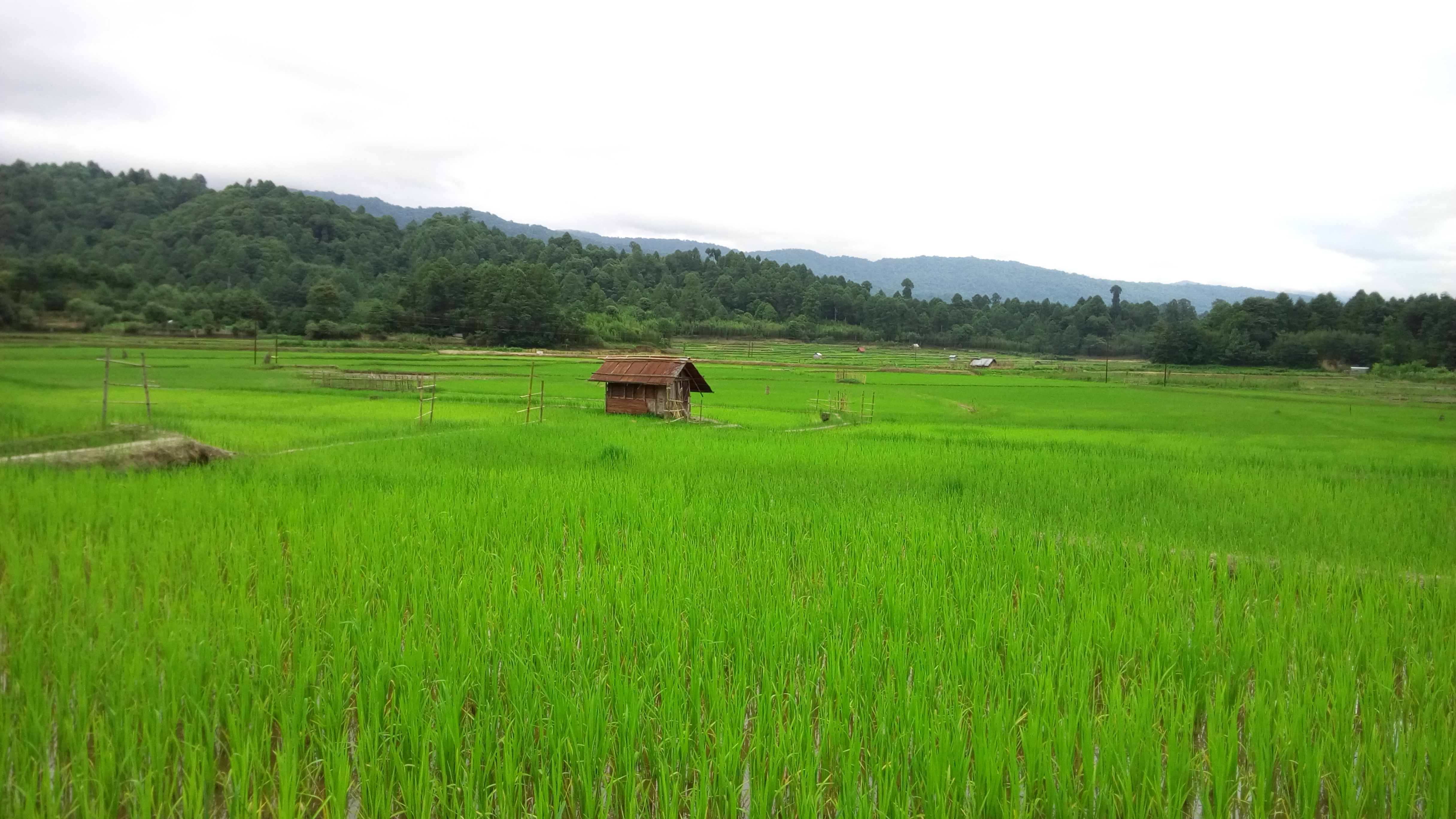
وادي زيرو

تضم أروناجل برديش أعلى تنوع في الثديّيات والطيور في الهند، حيثُ يُوجِد فِيهَا نَحو 750 نوعًا من الطيور،  وأكثر من 200 نوعِ من الثديّيات.
تمثل غابات أروناشال ثلث مِسَاحَة الموائل داخل اَلمِنطَقَة الساخنة للتنوع البيولوجي في جبال الهيمالايا. وفيها مِسَاحَة 31,273 كيلومتر مربع (12,075 ميل2) من غابات أروناتشال المَعروفَة بِاِسم المناظر الطَّبيعية للغابات السليمة، وفيها ثلاث محميات للنمور: محمية متنزه نامدافا الوطني ومحمية مولينج الوطنية ومحمية باك للنمور.

### الغطاء النباتي
بَلَغَت مِسَاحَة الغطاء النباتي في الولاية نَحو 63,093 كيلومتر مربع (24,360 ميل2) وَهُو مَا يُعادل 77 بالمائة من مِسَاحَة الولاية،  وتضُم المِسَاحَة 5000 نوعِ من النبات، و85 نوعِ من الثديّيات الأرضية، وأكثر من 500 نوعِ من الطيور، والعديد من الفراشات والحشرات والزواحف. وَعِند حدود أروناجل برديش مَع ولاية آسام تُوجَد «غابات وادي براهمابوترا»، وتُعتبر الولاية موطن لغابات الهيمالايا الشرقيَّة ذَات الأوراق العريضة. وباتجاه الحدود الشماليَّة مَع التبت تُوجَد غابات صنوبرية. وتُغطى المُنحدرات والتلال الجبلية بغابات جبال الألب والغابات المُعتدلة وشبه الاستوائيَّة من شجر الورد القزم والبلوط والصنوبر والقيقب والتنوب.

### الغطاء الحيواني
أهم أنواع الحَيوانات في الولاية هي النمر، والنمر الثلجي، والفيل الآسيوي، وغزال سامبار، وغزلان تشيتال، وغزلان النباح، والدب الكسلان، وميثونا (بوس فرونتاليس)، والغور، والدُّوَل، والسنجاب العملاق، والقط الرخامي، والقط الفهد. وفيها وُصفت ثلاثة سناجب طيران عملاقة جديدة وهم «السنجاب الطائر العملاق ميشوكا»،  و«السنجاب الطائر العملاق» في تلال مشمي،  و«السنجاب الطائر العملاق ميبو».

## التقسيم الإداري
تتألف أروناجل برديش من قسمين رئيسيين وهما الشرق والغرب، ويرأس كل منهما مفوض فرقة وخمس وعشرون منطقة يدير كل منها نائب مفوض. بالولاية إجمالي 25 منطقة أكبرها منطقة غرب سيانج وأصغرها تاوانج. أكبرها من حيث عدد السكان بابوم وأقلها وادي ديوانج.
| القسم | المقر الرئيسي           | المناطق |
| ----- | ----------------------- | --- |
| الشرق | نامساي منطقة نامساي     | منطقة لوهيت، منطقة انجاو تشانجلانج، منطقة تيراب، منطقة وادي ديبانج السفلى، منطقة شرق سيانغ، منطقة سيانغ العليا، منطقة نامساي، منطقة سيانغ، منطقة لونجدينج، منطقة وادي ديبانج                                                                                                   |
| الغرب | يازالي سوبانسيري السفلى | منطقة تاوانج، منطقة ويست كامينج، منطقة إيست كامينج، منطقة بابوم باري، منطقة كورونج كومي، منطقة كرا داادي، منطقة غرب سيانج، منطقة سيانج السفلى، منطقة سوبانسيري العليا، منطقة بابوم باري، منطقة كاملي، منطقة سوبانسيري السفلى، منطقة باك-كيسانج، منطقة ليبا رادا، منطقة شي يومي |

### المجالس البلدية
- مجلس بلدية إيتاناغار
- مجلس بلدية باسيغات

### البلديات
- آالو [الإنجليزية]
- سيبا (أروناتشال براديش) [الإنجليزية]
- تيزو [الإنجليزية]
- دابوريجو [الإنجليزية]
- نامساي [الإنجليزية]
- زيرو [الإنجليزية]
- روينغ [الإنجليزية]
- تاوانج
- كونسا [الإنجليزية]
- بومديلا [الإنجليزية]
- باسيغات [الإنجليزية]

### المدن
- جايرامبور [الإنجليزية]
- ديومالي [الإنجليزية]
- ينجكيونج [الإنجليزية]
- شانجلانج
- مياو، تشانجلانج [الإنجليزية]
- باسار (أروناتشال براديش) [الإنجليزية]
- ديرانج [الإنجليزية]
- أنيني [الإنجليزية]
- كولوريانج [الإنجليزية]
- روبا (أروناتشال براديش) [الإنجليزية]
- بولينج (أروناتشال براديش) [الإنجليزية]
- هاواي، الهند [الإنجليزية]
- ساجالي [الإنجليزية]
- يوبيا [الإنجليزية]
- دويموخ [الإنجليزية]
- محطة سكة حديد جومتو [الإنجليزية]
- لونجدينج [الإنجليزية]
- بانجين (أروناتشال براديش) [الإنجليزية]
- ليكابالي [الإنجليزية]
- مالينيثان [الإنجليزية]
- بهالوكبونج [الإنجليزية]
- نامبونج [الإنجليزية]
- هايوليانج [الإنجليزية]
- بالين (أروناتشال براديش) [الإنجليزية]
- جامين [الإنجليزية]
- بسماكنجار [الإنجليزية]
- أكشيغانغا [الإنجليزية]
- ميشوكا [الإنجليزية]
- باسيغات [الإنجليزية]
- زيرو [الإنجليزية]

## الاقتصاد
| العام | الناتج المحليّ الإجمالي (مِليار روبية هندية) |
| ----- | ------------------------------------------ |
| 1980  | 1.070                                      |
| 1985  | 2.690                                      |
| 1990  | 5.080                                      |
| 1995  | 11.840                                     |
| 2000  | 17.830                                     |
| 2005  | 31.880                                     |
| 2010  | 65.210                                     |
| 2014  | 155.880                                    |

قُدر الناتج المحليّ الإجمالي لولاية أروناجل برديش بالأسعار الجَارِيَة لعام 2014، بنحو 706 مليُون دُولَار أمريكي، وبنحو 1.75 مِليار دُولَار أمريكيّ بِأسعَار 2012، تُعد الزراعة المحرك الأَسَاسِي للاقتصاد. وتُمارس الزراعة المُتنقلة على نطاق واسع بَين المَجموعات القبليَّة، وتبلغ مِسَاحَة الغابات في أروناجل برديش نَحو 61000 كم 2، وتُعد مُنتَجات الغابات ثاني أهم قطاع اقتصادي، ومن أبرز المَحاصيل المزروعة الأرز والذرة والدخن والقمح والبقول وقصب السكر والزنجبيل وَالبُذور الزيتية، وتُعتبر أروناتشال مِنطَقَة مثالية للبستنة وبساتين الفاكهة، ومن صناعاتها الرَئِيسيّة مطاحن الأرز ووحدات حفظ ومعالجة الفاكهة والحرف اليدوية، وتُحظر تجارة المناشر والخشب الرقائقي بموجب القَانُون. ويُوجد فِيهَا العديد من مصانع النشر.
لَدَى أروناجل برديش نسبة كَبِيرَة من إمكانات الطاقة الكهرومائية غير المستغلة، وَفِي 2008 وقَّعت حكومة أروناجل برديش العديد من مذكرات التَّفَاهُم مَع شركات مختلفة لِإِنشاء نَحو 42 مشروعًا لتوليد الطاقة الكهرومائية لإنتاج طاقة كهربائية تفوق 27 ألف ميغاواط،  وَفِي أبريل 2009 بدأَ بِنَاء مَشرُوع «سيانغ هيدرو الكتريك» ويهدف لتوليد مَا بَين 10,000 و12,000 ميجا وات.

## التركيبة السكانية

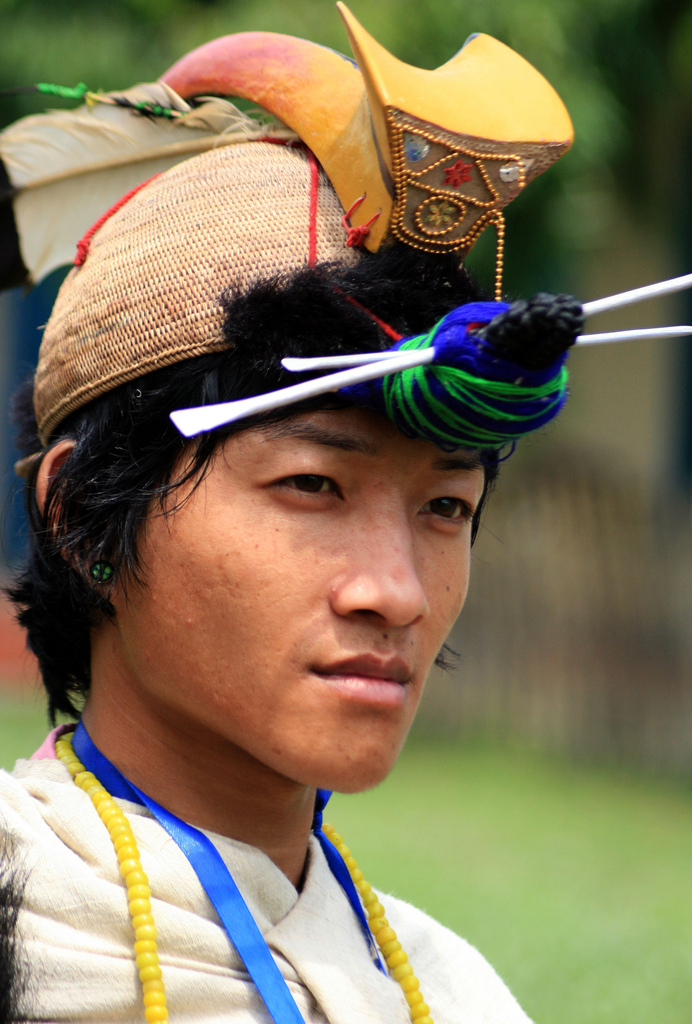
رجل نيشي بالزي التقليدي

يُمكِن تقسيم «أروناجل برديش» إلى مَجمُوعَة من المناطق الثقافيَّة شبه المُتميزة على أساس الهوية القبليَّة واللغة والدين والثقافة المادّية كالتالي:
- مِنطَقَة مونبا الناطقة باللغة التبتية المُتاخمة لبوتان في الغرب.
- مِنطَقَة تاني في وَسَط البلاد.
- مِنطَقَة ميشمي إلى الشَّرق من مِنطَقَة تاني.
- مِنطَقَة تاي/سينغفو/تانغسا المُتاخمة لميانمار.
- مِنطَقَة ناغا إلى الجنوب، والَّتِي تحد ميانمار أيضًا.
- مِنطَقَة أكا/هروسو/ميجي/شيردوكبين (مَنَاطِق انتقالية) بَين القبائل البُوذيَّة التبتية وقبائل تاني.

وهناك شُعُوب معزولة مُنتشرة في جَمِيع أنحاء الولاية مِثل «سولونج»، وَفِي كلّ مِنطَقَة من هَذِه المناطق الثقافيَّة يتشارك السكان بلغات مُرتَبِطَة، ويتشاركون تقاليد مماثلة.

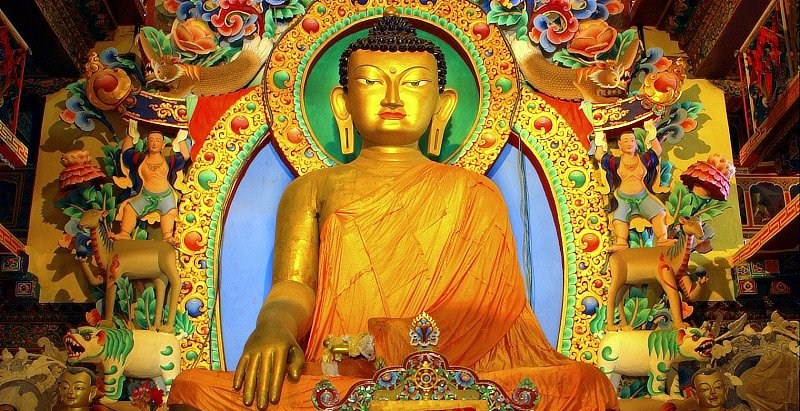
يُمارس البوذية 12% من السكان، ويظهر في الصورة تمثال لبوذا في تاوانغ بأروناجل برديش.

ارتفع مُعَدّل معرفة القراءة والكتابة في الأرقام الرسميَّة إلى 66.95 بالمائة في عام 2011، بينما كَان 54.74 بالمائة في عام 2001، ويُقال إن عدد السكان المُتعلمين يبلغ 789,943، ويَبلغَ عدد الذكور المُتعلمين 454,532 (73.69 بالمائة) وعدد الإناث المتعلمات 335,411 (59.57 بالمائة).

### الدين
الدين في أروناتشال براديش (2011)
يتميز المشهد الديني في أروناجل برديش بالتنوع، حيثُ لَا تُوجَد مَجمُوعَة دينية واحدة تمثل غالبية السكان، وتُعد نسبة كَبِيرَة نسبيًا من سكان أروناتشال من عبدة الطبيعة (ديانات أصليَّة)، ويتبعون مؤسساتهم التقليديّة المُتميزة مِثل «نيدار ناملو» التَّابِعَة لنيشي، ورانجفرا التَّابِعَة لتانجسا ونوكت، و«ميدار نيلو» التَّابِعَة لأباتاني، و«كارجو جامج» التَّابِعَة لجالو، ويُعرف القليل من السكان بأنهم هندوس،  وتسود البُوذيَّة التبتية في مَنَاطِق تاوانج وغرب كامنج والمناطق المعزولة المُجاورة للتبت، وتمارس ثيرافادا البُوذيَّة من مجموعات بالقرب من حدود ميانمار. وحوالي 30% من السكان مسيحيون.
وفقًا للإحصاء الهندي لعام 2011، تنقسم ديانات أروناجل برديش على النَّحو التالي:
- مسيحيون: 401,732 (28.26%)
- الهندوس: 421,876 (31.04%)
- أخرى: 362,553 (26.2%)
- البوذيون: 162,815 (11.76%)
- المسلمون: 27,045 (1.9%)
- السيخ: 1,865 (0.1%)
- جاين: 216 (<0.1%)

في عام 1971 كَانَت نسبة المسيحيّين في الولاية 0.79%، وأرتفعت إلى 10.3% بحلول عام 1991، وبحلول عام 2011 تجاوزت 30%.

### اللغات
لغات أروناتشال براديش في عام 2011
المتحدثون باللغات الرَئِيسيّة للولاية وفقًا لتعداد 2011 هم نيشي (20.74%)، آدي (17.35% يشمل أدي وجالونج)، النيباليَّة (6.89%)، تاجين (4.54%)، بهوتيا (4.51%)، وانشو (4.23%)، الأسامية (3.9%)، البنغاليّة (3.66%)، الهنديَّة (3.45%)، شاكما (3.40%)، أباتاني (3.21%)، ميشمي (3.04%)، تانغسا (2.64%)، نوكت (2.19)%)، بوجوبوري (2.04%) وسادري (1.03%).

## النقل

### النقل الجوي
يجري إِنشاء «مطار ايتاناجار» في «هولونجي» بتكلفة 6.5 مِليار روبيه هنديه،  تَقوم شَّرِكَة «ألاينز أير» بتشغيل الرحلات الجوية المجدولة الوحيدة إلى الولاية القادمة من كلكتا عبر غواهاتي إلى مطار باسيغات مُنذ مايو 2018،  وكانت مهابط الطائرات تستخدم لتوزيع الغذاء في الولاية قَبل ربطها بالطرق الرَئِيسيّة.

### الطرق

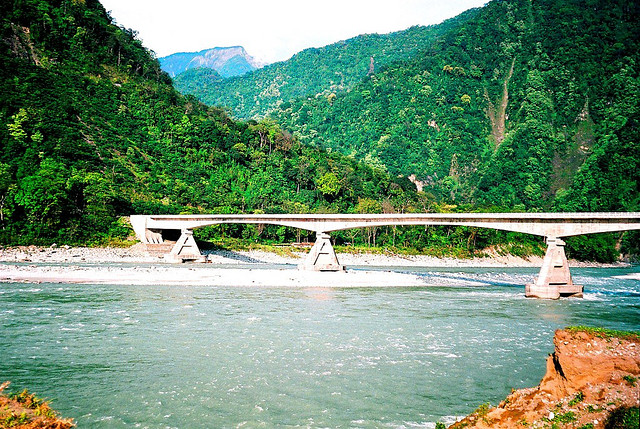
الطريق من تينسوكيا إلى بارشورام كوند

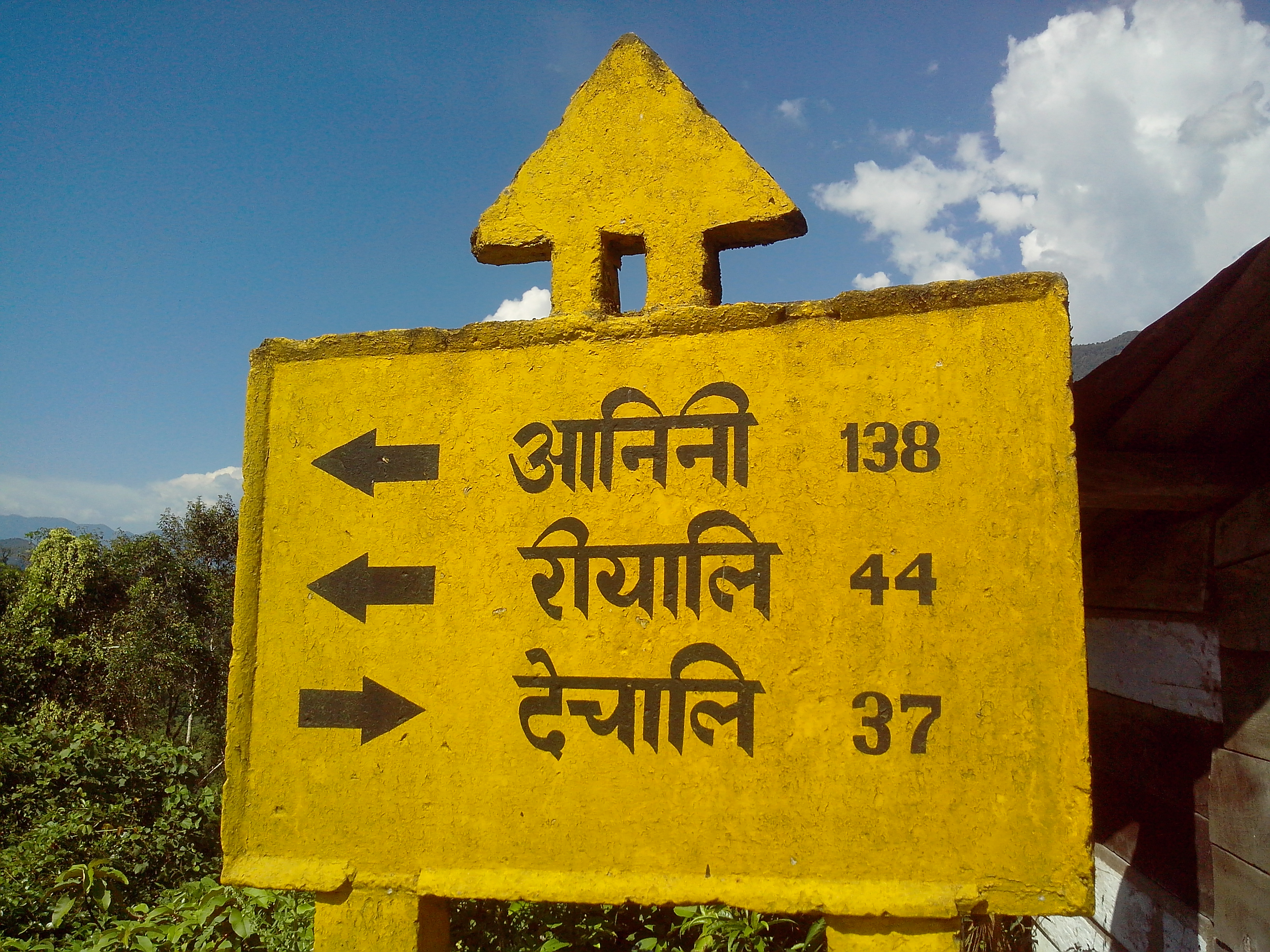
لافتة هونلي

يُعتبر «طَرِيق ترانس أروناشال» الطريق السَّرِيع في أروناجل برديش وَهُو مكون من عدَّة طرق وَطَنِيَّة سريعة، حيثُ يبدأ «الطريق السَّرِيع الوطنيّ 13» (1,293 كيلومتر (803 ميل)) في تاوانج ويمتدّ على مُعظم أروناجل برديش، ثم يمر جنوبًا إلى آسام وينتهي في واكرو، وقد أعلن عَنه رَئِيس الوُزراء آنذاك مانموهان سينغ في عام 2008، وتمَّ الانتهاء منه بحلول 2015-16، وَلَم يبدأ تشغيله إلَّا في عام 2018.
يمر «الطريق الوطنيّ 15» عبر آسام من الحدود الجنوبيَّة لأروناجل برديش، وقد تم تسهيل الوُصُول إلى وَسَط «أروناجل برديش» من خِلال إِنشاء «جسر بوجيبيل» وَهُو عِبَارَة عَن سكة حديدية مقاومة للزلازل وجسر بري يمر فوق نهر براهمابوترا في ولاية آسام، افتتحه رَئِيس الوُزراء ناريندرا مودي للاستخدام العَام في 25 ديسمبر 2018.
تدير شَّرِكَة خِدمات النَّقل بولاية أروناجل برديش المملوكة للدولة خِدمَة حافلات يومية من ايتاناجار إلى مُعظم مَرَاكِز المُقاطعات، ومنها تيزبور وغواهاتي في آسام، وشيلونغ في ميغالايا، وديمابور في ناغستان.
تم إيصال الخطوط البرية إلى كلّ قرية بحلول 2007، بفضل التمويل المُقَدّم من الحُكومة المركزيَّة، وتمَّ إِنشاء محطّة حافلات خاصَّة بكل بلدة صغيرة وَخِدمَة حافلات يومية، وَفِي عام 2014 تم اقتراح إِنشاء طريقين سريعين إضافيين من الشَّرق إلى الغرب وهما «طَرِيق الممر الصناعي السَّرِيع» في التلال السفلية، و«الطريق السَّرِيع الحدودي» على طُول خط مكماهون،  ونُشرت المحاذاة المقترَحة للطريق الحدودي السَّرِيع،  وحذرت الصين الهند من تعبيد الطريق.

### السكك الحديدية
حصلت أروناجل برديش على أول خط سكة حديد في أواخر عام 2013 عِند اِفتِتاح خط الربط الجَدِيد من هارموتي على خط سكة حديد «رانجبارا نورث-موركونجسيلاك» الرَئِيسيّ إلى ناهارلاغون في أروناجل برديش، حيثُ تم بِنَاء خط السكة الحديد العريض بطول 33 كيلو متر بمقياس «1676 مم»، وتمَّ الانتهاء مِنهَا في 2012، وأصبح الرابط جاهزًا للعمل بَعد تحويل المقياس للخط الرَئِيسيّ من ولاية آسام، وأضيفت عاصمة الولاية «ايتاناجار» إلى خريطة السكك الحديديَّة الهنديَّة في 12 أبريل 2014 عبر خط سكة حديد «هارموتي-نهارلاغون» الَّذِي بُني حديثًا بطول 20 كيلومترًا.
في 20 فبراير 2015 تم تشغيل أول قطار من نيودلهي إلى نهارلاغون، وتخطط الهند لتوسيع خط السكة الحديد إلى تاوانج، بالقرب من الحدود مَع الصين.

## التعليم

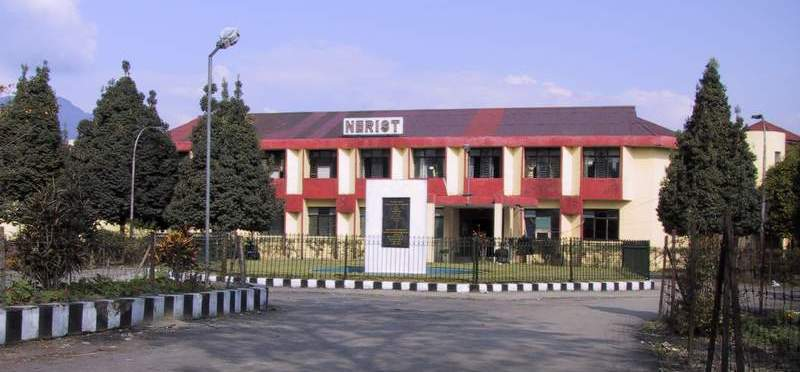
مبنى أكاديمية نيريست

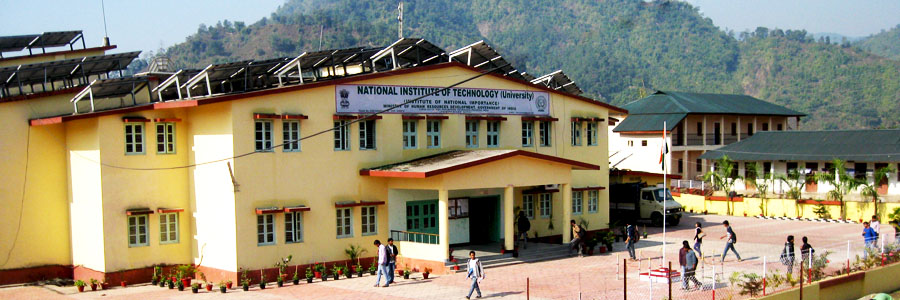
الحرم الجامعي المؤقت "للمعهد الوطني للتكنولوجيا في أروناجل برديش في يوبيا

تعمل حكومة الولاية على توسيع نِظَام التَّعليم المُتخلف نسبيًا بمساعدة المنظَّمات غير الحكوميَّة مِثل «فيفيكاناندا كندرا» لتحسين مُعَدّل معرفة القراءة والكتابة في الولاية، ومن الجامعات الرَئِيسيّة في الولاية «جامعة راجيف غاندي» (المَعروفَة سابقًا بِاِسم جامعة أروناتشال)، والَّتِي تضم 36 مؤسَّسة تقدم دورات جامعية مُنتظمة بِالإضافة إلى تعليم المُعلِمين، والعلوم الصحيّة، ودرجات التمريض، وذلك في إِطار الإدارات الحكوميَّة والخاصّة،  تأسّست الكليَّة الأولى في الولاية «كلية جواهر لال نهرو، باسيغات» في عام 1964، وتمَّ إِنشاء «الجَامِعَة التقنيَّة الشماليَّة الشرقيَّة الحُدوديَّة» في 2014، وهي الجَامِعَة التقنيَّة الأولى في اَلمِنطَقَة، وتأسس «المَعهَد الوطنيّ للتكنولوجيا، أروناجل برديش» في 18 أغسطس 2010 في يوبيا، ويُوجد في الولاية أيضًا «المَعهَد الإقلِيميّ الشمالي الشرقي للعلوم والتِكنولوجيا». وتقدَّم «أكاديميَّةً نيريست» دورًا هامًا في التَّعليم العالي التقني والإداري، وتجري مديرية التَّعليم الفني امتحانات سنوية ليتمكن الطلاب المتأهلون من متابعة دراستهم العليا في ولايات أُخرى.

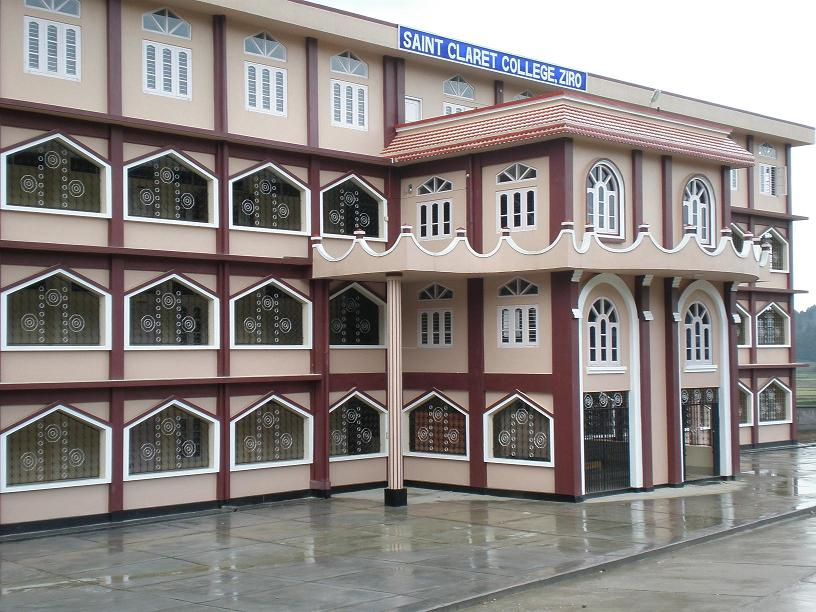
كلية سانت كلاريت زيرو

أعتمد المجلس الوطني للتقييم والاعتماد المؤسّسات التَالِيَة فقط من المؤسّسات المذكورة أعلاه، وهي مرتبة حسب دَرَجَة اعتمادها:
- كلية جواهرلال نهرو [الإنجليزية]، باسيغات (الدرجة A) [93]
- كلية سانت كلاريت، زيرو [الإنجليزية] (الدرجة A)
- كلية إنديرا غاندي الحكومية، تيزو [الإنجليزية] (الدرجة B++) [94]
- جامعة راجيف غاندي [الإنجليزية] (الدرجة B) [95]
- المعهد الوطني للتكنولوجيا، أروناتشال براديش [الإنجليزية] (الدرجة B)
- كلية ديرا ناتونج الحكومية [الإنجليزية]، إيتاناغار (الدرجة B) [96]
- الكلية الحكومية، بومديلا [الإنجليزية] (الدرجة B)
- كلية دوني بولو الحكومية، كامكي [الإنجليزية] (الدرجة B)
- كلية رانج فرح الحكومية، تشانجلانج [الإنجليزية] (الدرجة C)

يُوجِد في الولاية معهدان للفنون التطبيقية وهما "معهد راجيف غاندي الحكومي للفنون التطبيقية [الإنجليزية]" في إيتاناغار الَّذِي أُنشئ في عام 2002،  و«كلية تُومِي بوليتكنيك» في باسار الَّتِي تأسّست في 2006، وتُوجد كليتان للقانون وهما «أكاديميَّةً أروناشال للقانون» وهي كلية خاصَّة في إتاناغار، والكليَّة الحكوميَّة «كلية جاربوم جاملين للحقوق» في جوت، ويُوجد في الولاية أيضًا «كلية البستنة والغابات» الَّتِي تتبع الجامعة الزراعية المركزية [الإنجليزية] في إمفال.

## ثبت المراجع
- Mizuno، Kazuharu؛ Tenpa، Lobsang (2015). Himalayan Nature and Tibetan Buddhist Culture in Arunachal Pradesh, India : A Study of Monpa. Springer.
- Eilmer، David (2014). The Emperor Far Away:Travels at the Edge of China. Bloomsbury.
- Das، Smriti (1998). Assam Bhutan relations with special reference to duars from 1681 to 1949 (PhD). Guwahati University. hdl:10603/67909. مؤرشف من الأصل في 2023-03-16. اطلع عليه بتاريخ 2023-04-25.
- Kri، Sokhep، المحرر (2010)، State Gazetteer of Arunachal Pradesh, Volume 1 (PDF)، Government of Arunachal Pradesh، ISBN:978-81906587-3-7، مؤرشف من الأصل (PDF) في 2023-04-04
- Richardson، Hugh E. (1984)، Tibet and its History (ط. Second)، Boulder/London: Shambala، ISBN:9780877737896، مؤرشف من الأصل في 2023-04-04